# یواس‌اس فولتن (ای‌اس-۱)
یواس‌اس فولتن (ای‌اس-۱) (به انگلیسی: USS Fulton (AS-1)) یک کشتی بود که طول آن ۲۲۶ فوت ۶ اینچ (۶۹٫۰۴ متر) بود. این کشتی در سال ۱۹۱۴ ساخته شد.